# Malthopsis mitrigera
Malthopsis mitrigera är en fiskart som beskrevs av Gilbert och Cramer, 1897. Malthopsis mitrigera ingår i släktet Malthopsis och familjen Ogcocephalidae. Inga underarter finns listade i Catalogue of Life.